# Jean-Pierre Ricard
Jean-Pierre Ricard (n. 25 septembrie 1944, Marsilia, Franța) este un cardinal francez, arhiepiscop emerit de Bordeaux și fost președinte al conferinței episcopale din Franța (2001-2007).